# Шиели (Актюбинская область)
Шиели (каз. Шиелі, до 199? г. — Романовка) — упразднённое село в Мугалжарском районе Актюбинской области Казахстана. Входил в состав Кумсайского сельского округа. Код КАТО — 154855800. Исключено из учётных данных в 2013 г.

## Население
В 1999 году население села составляло 176 человек (86 мужчин и 90 женщин). По данным переписи 2009 года, в селе проживало 36 человек (19 мужчин и 17 женщин).